# Nebenrolle
Nebenrolle ist ein Begriff aus der Theaterkultur und der Filmwirtschaft. In einem Spielfilm oder einem Theaterstück gibt es in der Personage (Besetzung) neben der oder den wenigen Hauptrollen meist mehrere Nebenrollen.

## Bedeutung
Die englische Bezeichnung für Nebenrolle ist Supporting Act und beschreibt die eigentliche Aufgabe, die Unterstützung der Hauptrollen. Oft gelten Nebenrollen als die „farbigeren“ und interessanteren Rollen, da sie auch die Aufgabe haben, den Film bunt und interessant zu gestalten, während der Hauptdarsteller oft linear durch den Film gehen muss: Doktor Watson bei Holmes als Erzähler, Papageno in der Zauberflöte als Buffopart, Ron und Hermine für Harry Potter als Neben-Hauptrollen, desgleichen aber auch die jeweiligen Antagonisten (Gegenspieler) des Helden. Zu unterscheiden ist die Nebenrolle in ihrer Eigenständigkeit von den reinen Statisten.
Während die Hauptdarsteller auf Plakaten und Printmedien oder einem Filmvorspann meist deutlich in Form und Farbe hervorgehoben erscheinen, werden die sogenannten Nebendarsteller in den Nebenrollen meist nur am Rande und auch entsprechend weniger auffällig vermerkt. Dennoch werden für die Kategorie Beste Nebenrolle ebenfalls Preise in der Filmindustrie vergeben.
Es gibt Schauspieler, die fast ausschließlich Nebenrollen spielen und spielten. So haben etwa Peer Schmidt, Hubert von Meyerinck, Elisabeth Flickenschildt oder Stanislav Ledinek nie die Hauptrolle in einem Spielfilm erhalten, und trotzdem wurden sie bekannt und berühmt.
Andererseits gibt es auch berühmte Schauspieler, die bewusst in kleineren Nebenrollen auftreten, entweder weil sie dem Regisseur in Freundschaft verbunden sind oder sie entsprechende Gagen erhalten, um einem sogenannten B-Movie die für das Publikum notwendige Geltung zu verleihen. Der Dramatiker Bertolt Brecht meinte dem Schauspieler Martin Brambach zufolge: „Je besser die Qualität bei der Besetzung der Nebenrolle ist, desto besser ist die Inszenierung.“